# Grigorij Priklonsky
Grigorij Priklonsky, född 1939 i Stockholm, är en svensk tecknare och målare.
Priklonsky studerade vid Berggrens målarskola och grafik vid Konstfackskolan i Stockholm. Separat har han ställt ut på Galerie S:t Paul samt Galerie Södra Latin och han medverkade i Nationalmuseums utställning Unga tecknare. Han tecknar huvudsakligen med tusch och målar sina verk med tempera, gouache eller akvarell. Hans konst har en dragning mot surrealistiska, kubistiska och futuristiska hållet.  